# Eudossia Lascarina Angelina
Eudossia Lascarina Angelina (in greco Ευδοκία Λασκαρίνα Αγγελίνα?; fra il 1210 ed il 1212 – dopo il 1247) è stata una principessa bizantina, figlia minore dell'imperatore Teodoro I Lascaris di Nicea, e di Anna Comnena Angelina.
Fu promessa sposa a Roberto I, imperatore latino (1221), ma il matrimonio fu bloccato dal patriarca di Costantinopoli Manuel Sarentos. Si sposò quindi, anche se poi divorziò nel 1222 con Federico II, futuro duca d'Austria, e successivamente (prima del 1230) con Anseau de Cayeux, futuro reggente dell'Impero latino (1237-1238).
Nel 1247, suo marito Anseau de Cayeux le assegnò la difesa della città di Tzurulon (odierna Çorlu) nella speranza che non fosse attaccata da Giovanni III Vatatze, marito della sorella di Eudossia, Irene Lascarina.
Il suo nome era Eudossia, ma in una fonte occidentale, relativa al suo matrimonio austriaco, è menzionata come Sofia.

## Ascendenza
|                             |                    |                           | Genitori           |  |  | Nonni |  |  | Bisnonni |  |
|                             |                    |                           |                    |  |  | …     |  |  | …        |  |
|                             |                    |                           |                    |  |  | …     |  |  | …        |  |
|                             |                    | …                         |                    |  |  | …     |  |  |          |  |
| Teodoro I Lascaris          |                    |                           |                    |  |  | …     |  |  |          |  |
|                             |                    | …                         | …                  |  |  |       |  |  |          |  |
|                             |                    | …                         | …                  |  |  |       |  |  |          |  |
|                             |                    | …                         | …                  |  |  |       |  |  |          |  |
| Eudossia Lascarina Angelina |                    | …                         |                    |  |  |       |  |  |          |  |
|                             | Alessio III Angelo | Andronico Angelo          |                    |  |  |       |  |  |          |  |
|                             | Alessio III Angelo | Andronico Angelo          |                    |  |  |       |  |  |          |  |
|                             | Alessio III Angelo | Eufrosina Castamonitissa  |                    |  |  |       |  |  |          |  |
| Anna Comnena Angelina       | Alessio III Angelo |                           |                    |  |  |       |  |  |          |  |
|                             |                    | Eufrosina Ducena Camatera | Andronico Camatero |  |  |       |  |  |          |  |
|                             |                    | Eufrosina Ducena Camatera | Andronico Camatero |  |  |       |  |  |          |  |
|                             |                    | Eufrosina Ducena Camatera | …                  |  |  |       |  |  |          |  |
|                             |                    | Eufrosina Ducena Camatera |                    |  |  |       |  |  |          |  |